# Vorsorgeprogramm
Unter Vorsorgeprogramm versteht man die von der gesetzlichen Krankenversicherung (GKV) vorgesehenen Vorsorgeuntersuchungen zur Früherkennung von Krankheiten. Es werden Vorsorgeprogramme für Neugeborene und Kinder, Jugendliche, Frauen und Männer unterschieden.
Ähnliche Regelungen gelten bei den deutschen privaten Krankenversicherungen (PKV).
Diese Untersuchungen sind darauf ausgerichtet, häufige in der Bevölkerung auftretende und volkswirtschaftlich relevante Krankheiten frühzeitig aufzudecken, um durch rechtzeitige Behandlung eine Heilung zu erreichen (z. B. Darmkrebs) bzw. die Folgeschäden zu lindern (z. B. Zuckerkrankheit, Bluthochdruck). Dadurch sollen den Krankenkassen die Kosten für die Behandlung der Folgeschäden erspart werden. Bei der Erstellung von Vorsorgeprogrammen wird nicht das medizinisch Machbare, sondern die (auch ökonomische) Abwägung des Nutzens und des Schadens eines sinnvollen Screenings zugrunde gelegt.
Beispiel: Die Kosten für die einzige sinnvolle Darmkrebsvorsorge mittels Darmspiegelung (Vorsorgekoloskopie) werden von den Krankenkassen in Deutschland erst ab 55 Jahren übernommen, weil erst ab diesem Alter der Nutzen die Kosten überwiegt. Die Darmkrebsfälle bis zu diesem Alter fallen aus diesem Raster heraus.

## Basisprogramm
Krankenkassen verwenden Vorsorgeprogramme auch als Werbemaßnahme für Versicherte. Nicht alle Vorsorgeuntersuchungen werden durch die GKV angeboten. Nicht durch das Basisprogramm der gesetzlichen Krankenkassen abgedeckte Vorsorgeuntersuchungen werden teilweise in der IGeL-Liste erfasst und dem Patienten als Individuelle Gesundheitsleistung (IGeL-Leistung) angeboten und ggf. privat in Rechnung gestellt.